# 紀元前458年
紀元前458年（きげんぜん458ねん）は、ローマ暦の年である。
当時は、「ルティルスとアウグリヌスが共和政ローマ執政官に就任した年」として知られていた（もしくは、それほど使われてはいないが、ローマ建国紀元296年）。紀年法として西暦（キリスト紀元）がヨーロッパで広く普及した中世時代初期以降、この年は紀元前458年と表記されるのが一般的となった。

## 他の紀年法
- 干支 : 癸未
- 日本
  - 皇紀203年
  - 孝昭天皇18年
- 中国
  - 周 - 貞定王11年
  - 秦 - 厲共公19年
  - 晋 - 出公17年
  - 楚 - 恵王31年
  - 斉 - 平公23年
  - 燕 - 孝公40年
  - 趙 - 襄子18年
- 朝鮮
  - 檀紀1876年
- ベトナム :
- 仏滅紀元 : 87年
- ユダヤ暦 : 3303年 - 3304年

## できごと

### ギリシア
- プレイストアナクスは、父プレイスタルコスの後を継いでスパルタ王となった。
- ペリクレスは、アルコンを賃金制にし、アテナイの下層市民も就任できるようにして、エピアルテースの民主化運動を継続した。
- アテナイから港町ピレウスまでの道を守るため、長壁の建設が始まった。
- アイギナ島がペロポネソス同盟に加わったが、アイギナの戦いで連合軍はアテナイ軍に敗れた。Leosthenesの率いるアテナイ軍はアイギナ島に上陸し、街を包囲して壊滅させた。アイギナ島は、アテナイに税金を支払わさせた。

### 共和政ローマ
- ローマの将軍ルキウス・クィンクティウス・キンキナトゥスは、ローマ元老院に招集され、アエクイ族から街を守るように依頼された。彼は6ヶ月間、ローマの独裁官に任命された。彼は、アルギドゥス山の戦いで、1日で敵を破った。戦いの16日後、彼は独裁官を辞し、自身の農場に戻った。

### 文学
- アテナイの劇作家アイスキュロスは、三部作『オレステイア』を完成させた。

## 死去
- プレイスタルコス - スパルタ王